# عبد الرحمن العقل
عبد الرحمن العقل (18 ديسمبر 1953 -)، ممثل كويتي.

## عن حياته
كانت بداياته الفنية مع «فرقة مسرح الخليج العربي» في نهاية الستينات، وكانت البداية بأدوار صغيرة المساحة في عدد من المسرحيات مثل نعجة في المحكمة ويا غافلين وبحمدون المحطة. وفي فترة الثمانينات والتسعينات في عدد من الأعمال التي تنوعت ما بين تلفزيونية مسرحية، وما بين كوميدية وتراجيدية. كما إنه يعتبر من رواد مسرح الطفل في الكويت، إذ شارك بالتمثيل في أول مسرحية طفل قدمت في الكويت وهي مسرحية السندباد البحري، كما إنه قدم بعدها العديد من الأعمال المسرحية للأطفال.

### حياته الأسرية
تزوج للمرة الأولى في عام 1974 من الممثلة أحلام محمد ورزق منها بإبنه البكر جاسم عام 1975 وانتقل للعيش مع والدته بعد انفصالهما، تزوج في عام 1979 من سيدة كويتية ورزق منها بخمس أبناء هم خالد، سالم، عبد الله، فيصل، غالية.

## التكريم والجوائز
- 1995:  مصر: جائزة أفضل ممثل من «مهرجان القاهرة للإذاعة والتلفزيون - الدورة الأولى» عن دوره في مسلسل زارع الشر.
- 2002:  الكويت: جائزة أفضل ممثل دور أول من «مهرجان الكويت المسرحي السادس» عن دوره في مسرحية حبة رمل.[5]
- 2008:  مجلس التعاون الخليجي: تكريم من «مهرجان الخليج للإذاعة والتلفزيون - الدورة العاشرة».
- 2008:  الكويت: تكريم من «مهرجان أيام المسرح للشباب - الدورة الخامسة».[6]
- 2009:  الإمارات العربية المتحدة: تكريم من «مهرجان الشارقة للمسرح الطفل».[7]
- 2011:  الكويت: تكريم من «مهرجان القرين الثقافي الدورة السابعة عشر».[8]
- 2013:  الكويت - درع تقدير من «حفل تكريم رواد الفن الكويتي».[9]
- 2019: الكويت: جائزة التميز الرمضاني من مهرجان المميزون أفضل مسلسل متكامل مسلسل «الديرفة».[10]

## أعماله

### الدبلجة
كانت له مشاركات في دبلجة الأعمال الكرتونية لمؤسسة الإنتاج البرامجي المشترك، ولعل أشهرها شخصية «عبسي» التي ظهرت في مسلسل مغامرات عدنان والشهير باسم «عدنان ولينا»، وأيضًا شارك كضيف شرف في المسلسل الكرتوني الرجل الحديدي ومسلسل صفر صفر واحد عام 1981. كما شارك كضيف شرف مع مركز الزهرة في المسلسل الكرتوني أساطير في قادم الزمان عام 2020.

### البرامج التلفزيونية
- مشاركة صوتيه لإحدى الدمى في برنامج «افتح يا وطني أبوابك» في عام 1995.
- مشاركة تمثيلية في برنامج «سلامتك» (الجزء الثالث) عام 2000.
- مشاركة تمثيلية في فقرة «شخصيات من التاريخ» ضمن برنامج «أسماء ومعاني» لتلفزيون الكويت عام 2004.
- مشاركة في برنامج الكاميرا الخفية «أكاديمية المواهب» مع أحمد السلمان ومنيرة عاشور على تلفزيون الكويت عام 2005.

### من المسرحيات
| - 1969: نعجة في المحكمة - 1971: ضاع الديك - 1972: 1 2 3 4 بم - 1974: ضعنا بالطوشة - 1974: يا غافلين - 1974: بحمدون المحطة - 1976: العانس - 1976: الواوي - 1976: متاعب صيف - 1978: عريس لبنت السلطان - 1978: السندباد البحري - 1979: البساط السحري - 1980: ألف باء تاء - 1980: عزل السوق - 1981: تنزيلات - 1981: الحلاق - 1982: الزرزور - 1983: طرزان - 1983: بالمشمش - 1984: الشاطر حسن - 1984: طماشة - 1985: جسوم ومشيري - 1985: محاكمة علي بابا - 1985: فرحة أمة - 1986: عنترة بن شداد | - 1986: أولاد جحا - 1986: جسوم ومشيري في الجيش - 1986: البمبرة - 1987: فرسان بني هلال - 1987: الدكتور صنهات - 1987: شيكات بدون رصيد - 1988: النمر الوردي - 1988: الكرة مدورة - 1989: وراهم وراهم - 1989: لولاكي - 1991: أبطال السلاحف - 1992: لولاكي 2 - 1992: عبيد في التجنيد - 1993: انتخبوا أم علي - 1994: روان والحرامية - 1994كينغ كونغ والسلاحف - 1994: ولعها شعللها - 1995: روز والأرجوز - 1995: صباح الخير يا كويت - 1995: بشت المدير - 1997: لعيونك - 1997: جنون البشر - 1998: رحلة abcd - 1998: الحكومة أبخص - 1999: بو متيح | - 2000: بلاي ستيشن - 2001: سوق شرق - 2002: السندباد - 2002: الرجل الذئب - 2002: يا أنا يا البنات - 2003: abcd 2 - 2004: جمعان والأمريكان - 2005: عائلة قرقيعان - 2006: زوج سعادة الوزيرة - 2007: أشباح أم علي - 2008: خاربه خاربه - 2009: فندق الرعب - 2010: ليلة رعب - 2011: الكابوس - 2012: عطلة الربيع - 2012: فورمات مخ - 2012: لولاكي 3 - 2012: هاي فايف - 2013: رعب في فيلكا - 2013: دراكولا - 2013: عايلة فن رن - 2016: عائلة آدم - 2017: ولد بطنها - 2018: بالغلط - 2019: رحلة بدينار ونص |

### من المسلسلات
| - 1968: الصبر مفتاح الفرج - 1972: جحا وحجاج وبنت السلطان - 1978: نقطة ضعف - سهرة تلفزيونية - 1978: الإبريق المكسور - 1978: أمي - سهرة تلفزيونية - 1979: إنهم يكرهون الحب - 1979: فهد العسكر الرحلة والرحيل - ثلاثية - 1979: مذكرات جحا - 1979: إلى أبي وأمي مع التحية (جزئين)، الجزء الثاني عام 1982 - 1981: المصير - 1981: أبلة منيرة - 1982: بدر الزمان - 1982: أحلام صغيرة - 1983: خالتي قماشة - 1984: الغرباء - 1985: إليكم مع التحية - 1986: المغامرون الثلاثة - 1987: بوالفلوس - 1988: مدينة الرياح - 1990: العائلة - 1992: الملقوفة - 1992: طيف السلام - 1993: قاصد خير - 1994: أبي عفوا - 1994: عبد الله البري وعبد الله البحري - 1994: بو متيح يوش متيح يطش - 1995: زارع الشر - 1995: حكايات من التراث الشعبي - 1995: الرجل والظل - سهرة تلفزيونية - 1996: دلق سهيل (جزئين)، الجزء الثاني عام 1997 - 1997: الطير والعاصفة - 1997: طير الخير - 1997: عودة السندباد - 1997: الناس أجناس - 1997: الصحيح ما يطيح | - 1999: زمن الرجال - 1999: الموذي - 1999: الرأي الآخر - 2000: السرايات - 2000: الاختيار - 2000: أضحك ولا أبكي - 2001: شعره على الكتف فيلم تلفزيوني - 2001: قلوب مهشمة - 2001: ديوان السبيل - 2002: لعبة الكبار - 2002: وتبقى الجذور - 2002: أنا حر - 2002: العضب - 2003: رحلة بو بلال - 2003: حياتي - 2003: الخطر معهم - الجزء الثالث - 2003: دمعة عمر - 2004: الشقردي - 2004: الأرجوحة - 2004: سوالف حريم - 2004: خارطة أم راكان - 2005: الدكتورة - 2005: إن فات الفوت - 2005: عليك سعيد ومبارك - 2005: جني وعطبة - 2005: من طق طبله - 2006: أبو شلاخ البرمائي - 2006: فضفضة - 2006: شمس ونهار - 2006: غلطة عمر - 2006: الاختيار الصعب - 2006: أسوار - 2006: حسب التوقيت المحلي - 2007: العقد | - 2007: الوزيرة - 2007: واقعي - 2007: تاكسي تحت الطلب - 2007: قتالة الشجعان - 2007: وحيد والمخبرين - 2007: مذكرات أمونة - 2008: عيال بو سالم - 2008: البيت المائل - 2008: بلا هوية - 2008: أيوب - 2009: سدرة البيت - 2009: أشياء لا تشترى - 2010: المنقسي - 2010: الحب اللي كان - 2010: البيت المسكون - 2010: الصراع - 2010: عواطف - 2011: كل يوم سالفة - 2011: زينة الحياة - 2012: الحب المستحيل - حلقات منفصلة - 2012: كنة الشام وكناين الشامية - 2012: أيام العمر - 2013: بركان ناعم - 2013: الناس أجناس 2 - 2013: محال - 2013: سر الهوى - 2013: الملافع - 2014: المعزب - 2014: الواجهة - 2014: لمحات - 2014: بسمة منال - 2016: للوطن عزوة - فيلم تلفزيوني - 2016: حكايات:أحلام وردية - 2016: درب العرايس - 2017: بو طبيع - 2018: الحزرة - 2018: عطر الروح - 2019: الديرفة - 2020: دينار نصيب مختار - 2021: بيت الذل - 2021: مطر صيف - 2021: رد اعتبار - 2022:نساء قلن لا - 2022:دحباش - 2022:ممنوع السكوت - 2022:لغز 1990 |

### السينما
- 2004: منتصف الليل
- 2017: المخيم
- 2017: خميس وجمعة
- 2019: باك فروم 2038

## روابط خارجية
- عبد الرحمن العقل على موقع IMDb (الإنجليزية)
- عبد الرحمن العقل على موقع قاعدة بيانات الأفلام العربية
- عبد الرحمن العقل على موقع قاعدة بيانات الفيلم (الإنجليزية)
- عبد الرحمن العقل على موقع ليتربوكسد (الإنجليزية)